# Hôtel Gouthière
L'hôtel Gouthière est un hôtel particulier du 10e arrondissement de Paris.

## Localisation
L'hôtel Gouthière est situé 6, rue Pierre-Bullet, à Paris dans le 10e arrondissement, à l'arrière de la mairie d'arrondissement.
Le site se trouve à peu près à égale distance de la station Château d’Eau, desservie par la ligne 4, et de la station Jacques Bonsergent, où circulent les rames de  la ligne 5.

## Histoire
L'hôtel Gouthière a été construit en 1780 sous la maîtrise d'œuvre de Joseph Métivier ou François-Victor Perrard de Montreuil pour le ciseleur Pierre Gouthière. Après la ruine de Gouthière en 1788, l'hôtel fut vendu  au notaire Hercule Arnoult.
La façade sur cour a sans doute été transformée sous le Premier Empire (perron encadré par des sphinx « retour d'Égypte »). Le décor intérieur a été réalisé après 1788, Arnoult étant propriétaire.
Par arrêté du 26 octobre 1927, les parties du Premier Empire, comprenant les façades sur cour, la décoration de l'antichambre et du salon à rez-de-chaussée et la décoration du petit salon au premier étage font l'objet d'une inscription au titre des monuments historiques.
Depuis 1981, l'hôtel Gouthière abrite le conservatoire municipal de musique Hector Berlioz (actuellement conservatoire à rayonnement communal du 10e arrondissement de Paris).

## Description
L'hôtel Gouthière est un hôtel particulier entre cour et jardin de style néo-classique.
Le portail d'entrée est en haut d'un large perron encadré de deux sphynx. Il est composé d'un avant-corps saillant à bossage en tables percé d'une unique porte en plein-cintre avec dans le tympan un groupe sculpté de deux muses assises couronnant de laurier un buste d'Apollon.

Les décors intérieurs présentent des panneaux de bas-reliefs en stuc ainsi que des candélabres néo-pompéiens.

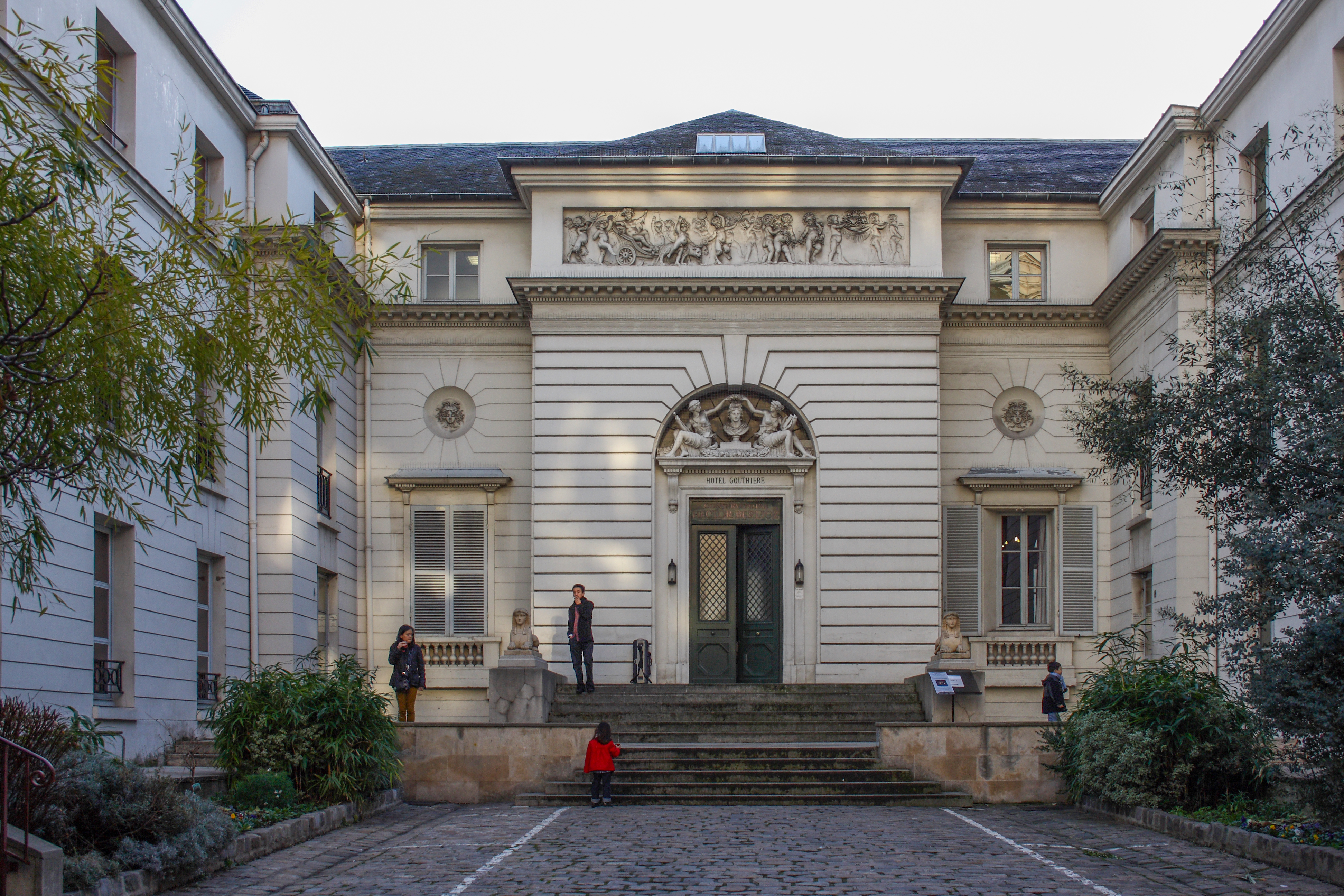
Façade sur cour.
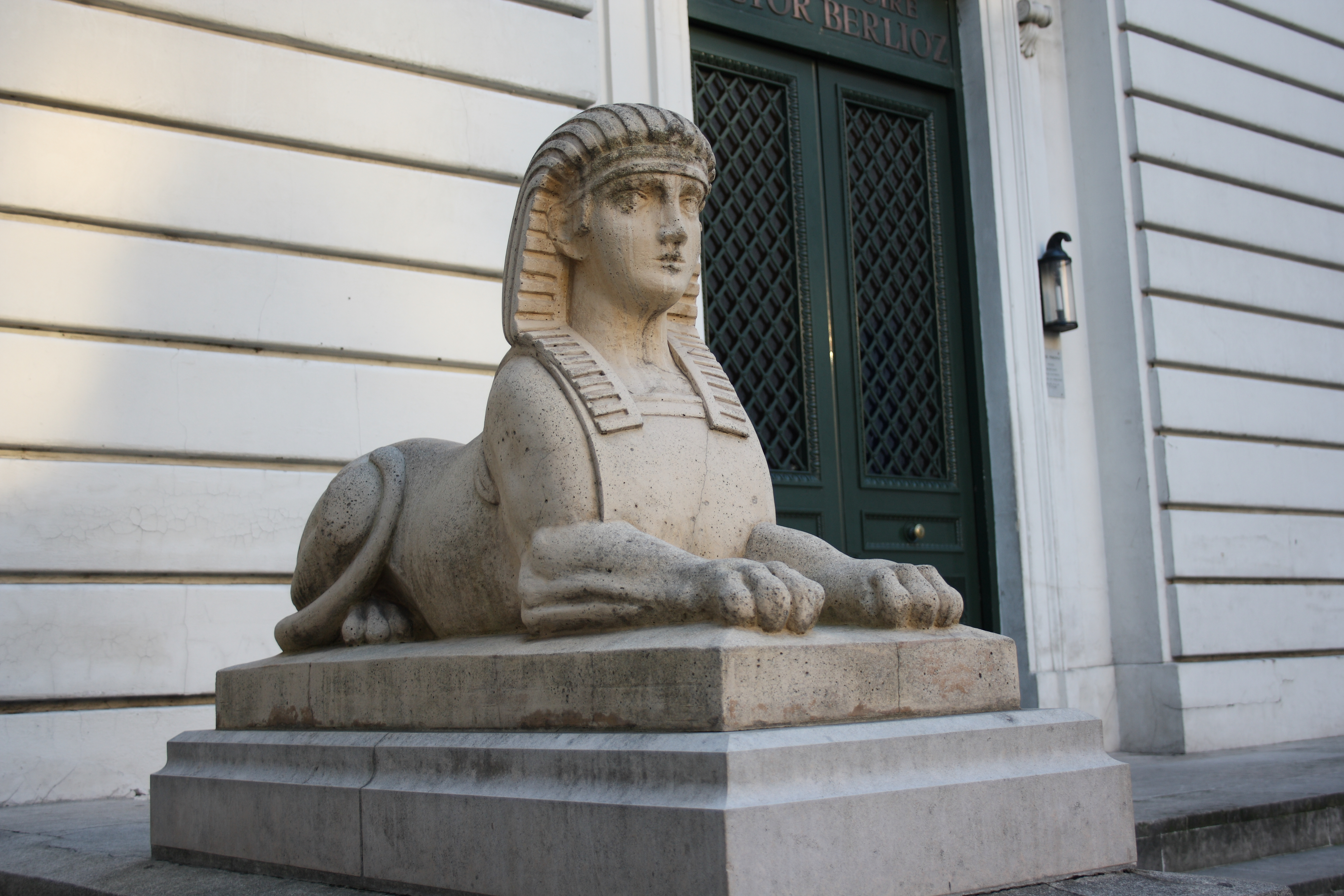
Sphinx de l'entrée.
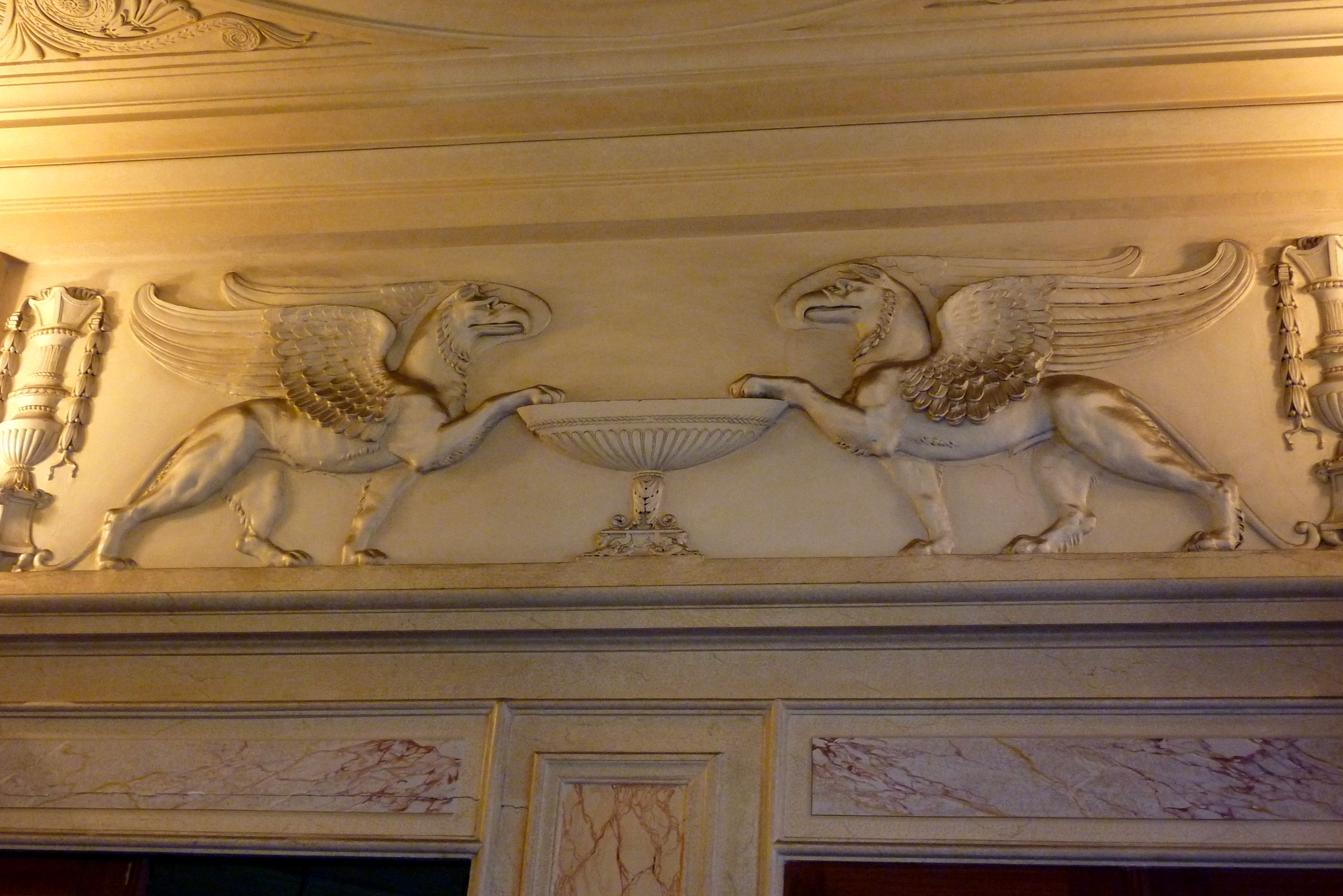
Bas relief antiquisant.
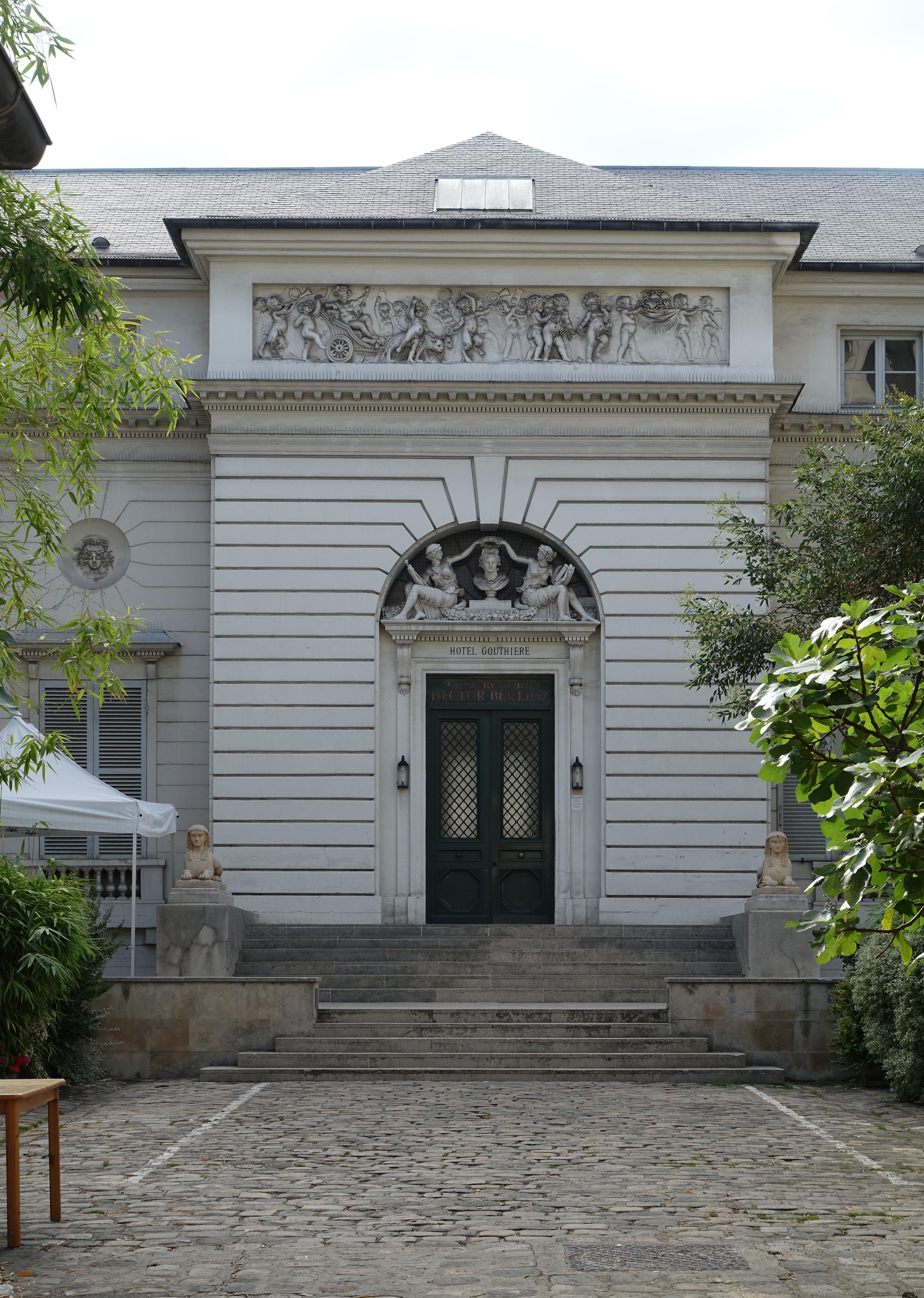
Le porche d'entrée.
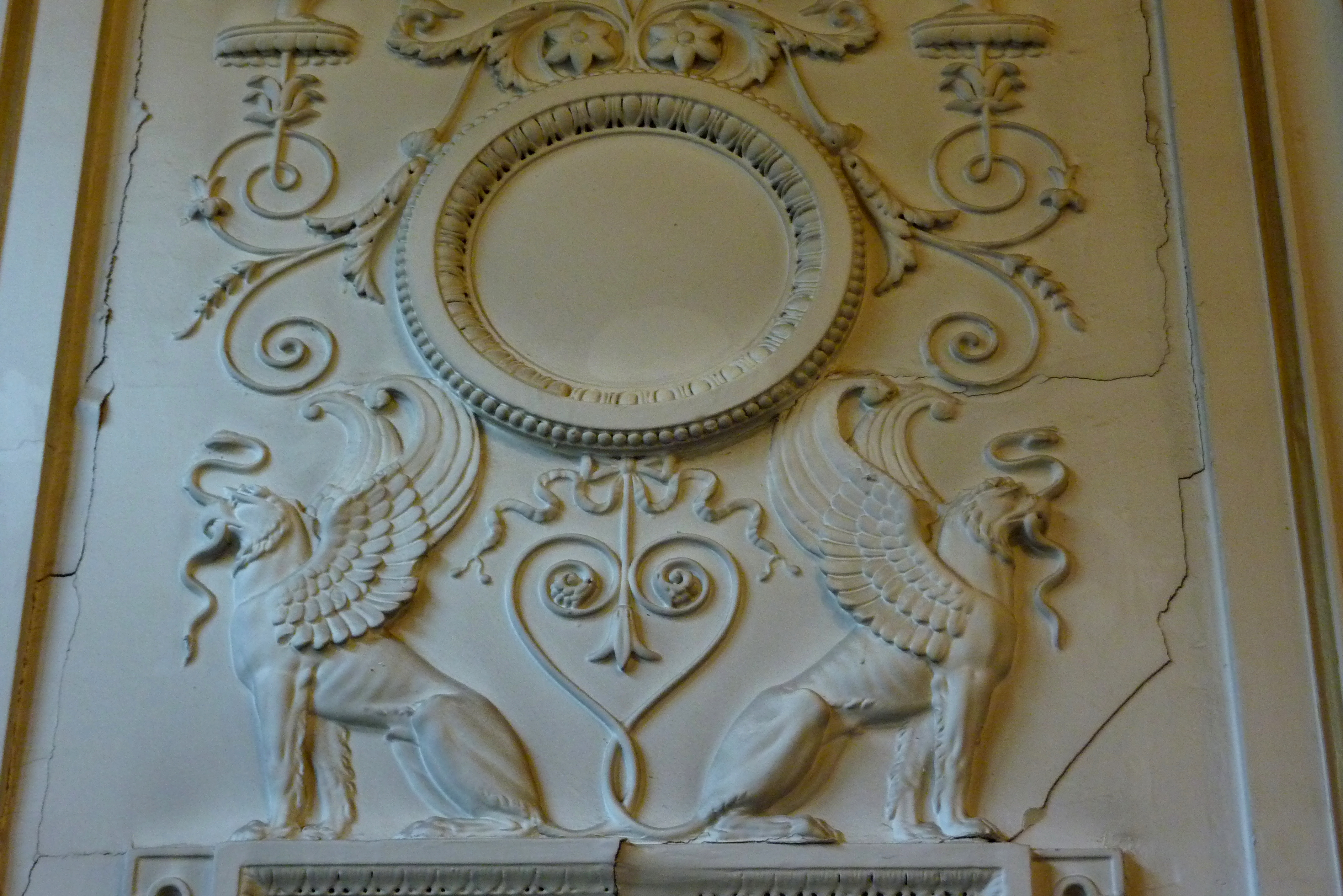
Décor antiquisant.